# 불이신탐
《불이신탐》(不二神探)은 2013년 공개된 영화이다.

## 줄거리
홍콩에서 젊은 남성들이 미소를 지은 채 죽는 이른 바 ‘미소 살인사건’이 잇따라 일어나자 이를 해결하기 위해 ‘여반장’과 그녀의 수하인 꼴통형사 ‘왕부얼’, 그리고 노땅 형사 ‘황비홍’이 투입된다. 그러던 중 죽은 네 명의 남자들은 모두 ‘리우진쉐이’라는 여자에게 청혼을 했었고, 모두 거액의 보험에 가입되어 있었다는 공통점이 밝혀진다. 경찰은 ‘리우진쉐이’의 언니가 보험회사에 다니며 죽은 남자들의 사망 보험금 수혜자가 언니로 되어있다는 사실을 알고 수사에 돌입하지만 진척이 없다. 결국 범인을 잡기 위해 ‘왕부얼’은 죽은 남자들처럼 ‘리우진쉐이’에게 청혼을 하고, 결혼 사진을 찍으러 간 날 ‘리우진쉐이’가 걸고 있는 목걸이가 3년 전 뉴욕 박물관에서 도난 당한 것이라는 사실을 알게 된다. ‘황비홍’과 ‘왕부얼’은 ‘리우진쉐이’의 죽은 아버지와 작은 아버지가 희대의 명품 도난 범이라는 걸 밝혀낸다. 과연 진범은 누구이며 죽은 이들은 왜 미소를 짓고 있는 것일까?...

## 배역
- 이연걸 ... 황비홍 역
- 문장 ... 왕부얼 역
- 류시시 ... 유금부 역
- 진연희 ... 안젤라 역
- 유암 ... 대의의 역
- 양소룡 ... 이숙 역
- 임상 ... 손령 역
- 양가인
- 노해붕
- 전계문
- 장동조
- 임자총

특별출연
- 풍덕륜 ... 류준 역
- 정가영
- 사천화
- 톈량
- 예성
- 마이리
- 황샤오밍
- 퉁다웨이
- 레이먼드 람
- 오경
- 방력신
- 등려흔
- 허자오이
- 장쯔린